# Nicky Wire
Nicky Wire, właśc. Nicholas Allen Jones (ur. 20 stycznia 1969 w Llanbadoc) – walijski muzyk, autor tekstów i basista walijskiego zespołu Manic Street Preachers.

## Życiorys

### Wczesne lata
Urodził się w Llanbadoc, Monmouthshire w Walii. Jest młodszym bratem poety i autora sztuk, Patricka Jonesa. Chodził do Oakdale Comprehensive School, gdzie poznał Jamesa Deana Bradfielda, Seana Moore'a i Richey'ego Edwardsa. Wire grał w szkolnej piłce nożnej i w wieku 14 lat był kapitanem walijskiej narodowej drużyny szkolnej. Chociaż zaoferowano mu próbę w klubach piłkarskich Tottenham Hotspur i Arsenal, problemy z plecami i kolanami położyły kres jego karierze piłkarskiej. Wire zdał maturę z nauk politycznych i prawa. Później uczęszczał na Uniwersytet w Portsmouth, ale po kilku miesiącach przeniósł się na Uniwersytet w Swansea, rozpoczynając studia rok po Edwardsie. Ukończył studia z wyróżnieniem z nauk politycznych, co skłoniło go do stwierdzenia, że mógł kontynuować karierę w służbie dyplomatycznej lub w Foreign and Commonwealth Office.

### Kariera muzyczna
W pierwszym składzie Manic Street Preachers był gitarzystą rytmicznym. Po odejściu oryginalnego basisty, Milesa Woodwarda, przeszedł na gitarę basową. Współtworzył teksty piosenek zespołu z Richey'em Edwardsem w latach 1989-1995. Od czasu tajemniczego zaginięcia Edwardsa, Wire sam pisze wszystkie teksty. Niektóre teksty piosenek Edwardsa zostały wykorzystane na albumie Everything Must Go z 1996 roku, dzięki czemu album This Is My Truth Tell Me Yours z 1998 roku stał się pierwszym albumem, którego teksty napisał sam Wire. Wire pozostaje głównym tekściarzem Manic Street Preachers, chociaż wokalista James Dean Bradfield napisał kilka piosenek, a album Journal for Plague Lovers z 2009 roku zawiera teksty Edwardsa pośmiertnie wykorzystane przez resztę zespołu. Wire gra na basach Gibson Thunderbird, Rickenbacker, Fender Jazz i ostatnio Italia Maranello, z których jeden to model wykonany na zamówienie na potrzeby sesji akustycznych zespołu w 2007 roku.
Nicky wybrał pseudonim Wire ze względu na swoją chudą, „żylastą” (ang. wiry) sylwetkę (ma 191 cm wzrostu). Często zakłada sukienki lub spódnice na koncerty swojego zespołu, ale w ostatnich latach ograniczył swoją ekstrawagancję. Przebieranie się Wire'a sięga czasów nastoletnich, kiedy to chodził do lokalnych pubów w Blackwood w sukience; jednak chętnie podkreślał, że nie jest osobą transpłciową. Swoje zainteresowanie glamourem i damskimi ubraniami częściowo przypisuje bardzo bliskiej relacji z matką.
Wire jest znany ze swojej szczerej postawy i wywoływania kontrowersji w prasie. Podczas koncertu w 1992 roku powiedział: „W tym sezonie dobrej woli módlmy się, aby Michaela Stipe'a wkrótce spotkało to samo, co Freddiego Mercury'ego”. Jednak od tego czasu wyraził skruchę z powodu tej uwagi; stwierdzając, że została ona błędnie zinterpretowana i „nie zabrzmiała tak, jak [on] chciał”. Wire stwierdził, że jego zespół „czerpie inspirację z Queen”, zespołu Mercury’ego, a także jest znanym fanem wcześniejszych albumów R.E.M.
W listopadzie 2007 roku został mianowany przewodniczącym rady doradczej nowej komercyjnej stacji radiowej Xfm South Wales.

### Kariera solowa
W Boże Narodzenie 2005 roku, Manic Street Preachers opublikowali solowy utwór Wire'a zatytułowany „I Killed the Zeitgeist”, który przez jeden dzień można było pobrać za darmo. Na początku maja miała miejsce premiera pierwszego singla z debiutanckiego solowego albumu Wire'a zatytułowanego „Break My Heart Slowly” w BBC Radio 6 Music z udziałem Philla Jupitusa.
Wire zagrał kameralny solowy koncert na Hay Festival 5 czerwca 2006 r. Lista utworów składała się z materiału z jego nadchodzącego albumu. Znalazło się na niej również krótkie akustyczne wykonanie „Condemned to Rock 'N' Roll” z debiutanckiego albumu Manic Street Preachers, Generation Terrorists. Rozmawiając z NME.COM przed koncertem, Wire potwierdził, że obecnie pracuje nad solowym albumem i napisał już 25 piosenek. Następnego dnia Wire udostępnił darmowy utwór „Daydreamer Eyes” na swojej nowej stronie internetowej. 17 lipca wydał singiel „The Shining Path” jako ekskluzywny plik do pobrania wyłącznie w iTunes. Jego solowy album zatytułowany I Killed the Zeitgeist został wydany 25 września, a singiel „Break My Heart Slowly” ukazał się 18 września.
W wywiadzie dla NME w marcu 2020 r., w którym potwierdzono również pracę nad albumem Manic Street Preachers z 2021 r. oraz solowym albumem kolegi z zespołu Jamesa Deana Bradfielda, Wire ogłosił, że pracuje nad większą ilością solowych treści, żartując, że nie będzie musiał wkładać wiele pracy, aby sprostać wymaganiom fanów. Bradfield później ponownie to potwierdził, porównując ich jednoczesną solową pracę do tego, co robili w 2006 r.

## Życie prywatne
We wrześniu 1993 poślubił swoją młodzieńczą miłość, Rachel. Nie pojawił się w programie Top of the Pops, aby promować „Roses in the Hospital” z powodu miesiąca miodowego i tego dnia został zastąpiony przez roadie Manic Street Preachers w masce Myszki Minnie. Para mieszkała na przedmieściach Newport z córką Clarą i synem Stanleyem.
Rodzina wcześniej mieszkała w domu szeregowym w wiosce Wattsville, niedaleko Blackwood. Chociaż był zirytowany, gdy Daily Mirror ujawnił, że tam mieszka, publikując zdjęcie jego domu z wyraźnie widocznym numerem, później złożył publiczny hołd swojemu dawnemu domowi w tytule utworu „Wattsville Blues” z albumu Know Your Enemy z 2001 roku.
Wire śledzi losy walijskiej drużyny rugby, Whiteheads RFC i Dragons. Jest także fanem drużyny rugby Warrington Wolves (pseudonim The Wire), a także kibicem drużyny piłkarskiej Tottenham Hotspur, od której odrzucił ofertę okresu próbnego jako nastolatek.

## Dyskografia

### Albumy
- I Killed the Zeitgeist (2006)
- Intimism (2023)

### Single
- "I Killed the Zeitgeist" (2005)
- "Daydreamer Eyes" (2006)
- "The Shining Path" (2006)
- "Break My Heart Slowly" (2006)
- "Contact Sheets" (2023)
- "Keeper of the Flame" (2023)